# Human Exploration Research Analog

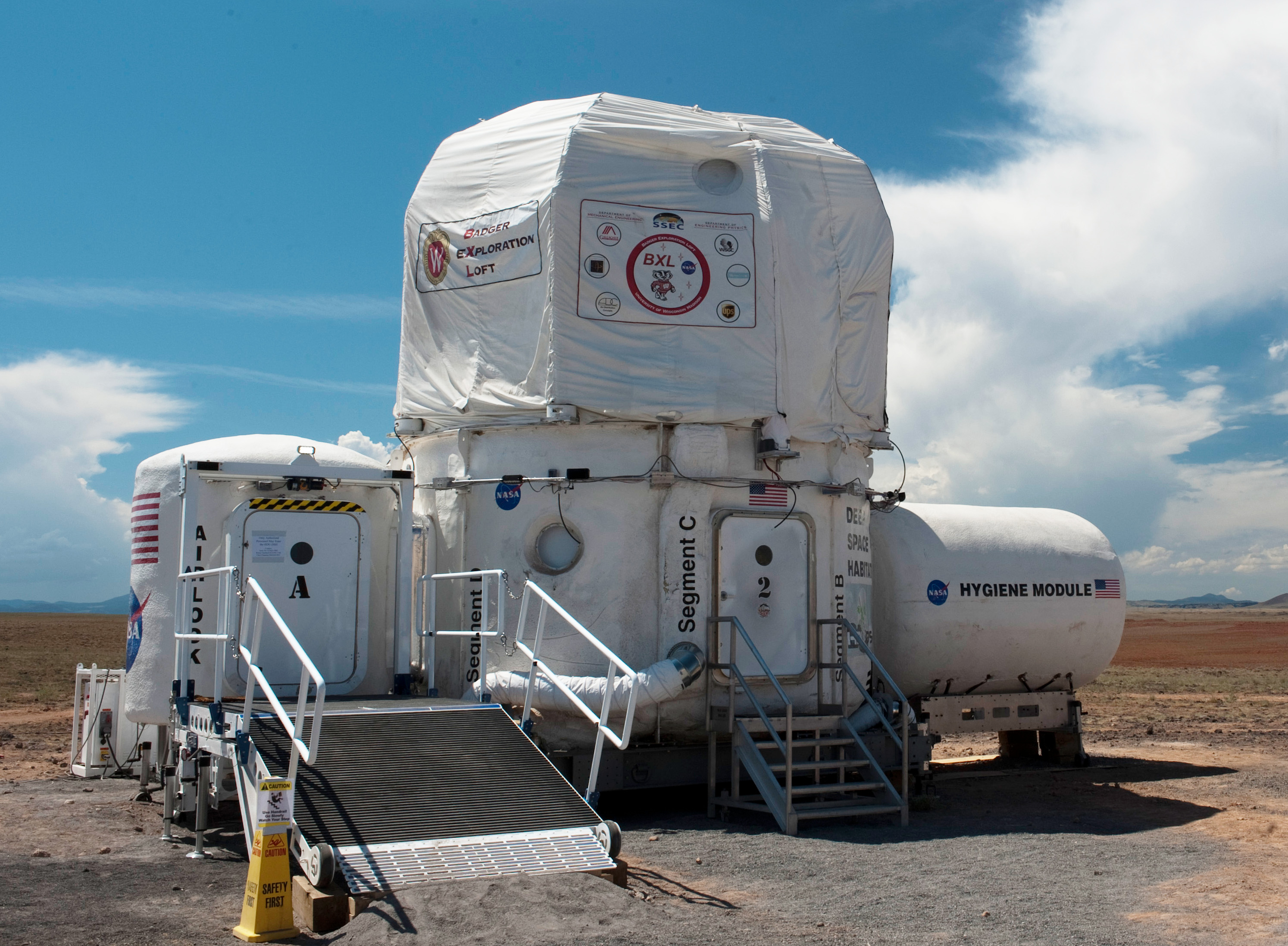
L'Habitat usato per HERA durante il D-RATS del 2011

HERA, acronimo di Human Exploration Research Analog, è un programma di missioni analoghe della NASA svolte all'interno di un Habitat del Johnson Space Center. Il programma è diviso in Campaign (ognuna di esse è divisa a sua volta in 4 missioni) di durata crescente (da 7 giorni a 45 giorni) con obiettivi di missione e equipaggi differenti. Gli equipaggi sono composti da 6 membri di età compresa i 26 e i 60 anni, il cui rapporto tra maschi e femmine dev'essere preferibilmente 50-50, e devono possedere il più possibile le caratteristiche richieste da un vero astronauta.

## Obiettivi generali
Gli obiettivi del programma HERA sono quelli di simulare le maggiori difficoltà che un equipaggio di astronauti dovrà affrontare in una futura missione interplanetaria di lunga durata al fine di determinare le contromisure più indicate. Tra le problematiche importanti da studiare ci sono l'isolamento, il confinamento, la (simulata) distanza dalla Terra, i cicli giorno/notte indotti dall'illuminazione artificiale, la mancanza di rifornimenti dalla Terra, la maggiore libertà decisionale data all'equipaggio in viaggio interplanetario, i possibili conflitti e difficoltà di comunicazione tra i membri l'equipaggio o tra l'equipaggio e il Centro di controllo nel lungo periodo, e capire come questi fattori possano influire sul comportamento e sulle prestazioni dell'equipaggio. Per simulare al meglio un volo spaziale sono state utilizzate le seguenti condizioni:
- Le situazioni più dinamiche della missione, come il lancio e l'ammaraggio, sono accompagnate da vibrazioni della navicella ed effetti sonori creati ad hoc
- L'equipaggio non ha accesso ad internet, televisione/radio o telefono personale. Comunque, riceve uplink da Houston Chronicle e USA Today dal lunedì al venerdì.
- L'equipaggio tiene colloqui privati con la famiglia, con il medico e lo psicologo di volo ogni settimana.
- I membri dell'equipaggio sono videosorvegliati 24/7 da nove telecamere distribuite nell'Habitat, escluse nelle cuccette, nel modulo igiene e durante i colloqui privati.
- A seconda del tipo di missione spaziale, viene introdotto un ritardo delle comunicazioni e i AOS/LOS (Acquisition/Loss-Of-Signal) di durata variabile.
- Il ciclo giorno/notte è gestito attraverso la luce artificiale comandata da remoto.
- Le finestre dell'Habitat sono oscurate e alcuni monitor interni fungono da finestre mandando immagini relative alle varie fasi della missione (ad esempio, l'avvicinamento ad un asteroide o l'atterraggio).
- Sono presenti simulatori di volo usati per il pilotaggio del Multi Mission Space Exploration Vehicle (MMSEV) e del Robotic On-Board Trainer (ROBoT)).
- Le attività extraveicolari sulla superficie dell'asteroide vengono simulate con la realtà virtuale.
- L'equipaggio mangia lo stesso cibo reidratato che mangiano gli astronauti sulla Stazione spaziale internazionale (ISS).
- Durante la missione vengono simulate situazioni d'emergenza improvvise di cui l'equipaggio deve occuparsi.

### Giornata tipica dell'equipaggio
In generale la giornata lavorativa dell'equipaggio è simile a quella a bordo della ISS, e varia a seconda degli obiettivi della missione. La giornata dell'equipaggio inizia alle 07:00 e si conclude alle 23:00 grazie al controllo da remoto dell'illuminazione artificiale, dopo 8 ore di riposo (tranne nelle Campaign da 45 giorni). Dopo il risveglio l'equipaggio ha 1.5 ore libere di post-riposo e colazione, seguite da 2 ore di conferenze di pianificazione giornaliere, mediche e preparazione del lavoro. Durante la giornata lavorativa (6.5 – 8 ore) l'equipaggio svolge esperimenti scientifici ed esegue varie attività tra cui manutenzione della navicella, operazioni robotiche o di pilotaggio, attività pubbliche/educative e attività fisica (1.25 – 2.50 ore) mentre il tempo libero per il pranzo è di un'ora. Alla fine della giornata, i membri dell'equipaggio hanno 2 ore libere per cenare e rilassarsi prima di andare a dormire. Un normale ciclo lavoro/riposo di 7 giorni è dato da 5.5 giorni di lavoro e 1.5 giorni di riposo. Metà giornata di sabato è utilizzata per la pulizia della navicella e 1 ora di lavoro, mentre domenica è di riposo totale. I partecipanti durante la missione indossano costantemente rilevatori biomedici per la raccolta dati.

## Habitat
L'HERA si svolge all'interno di un habitat a due piani e tre moduli situato presso il Building 220 al Johnson Space Center (JSC) della NASA. È composto da un grande modulo cilindrico verticale di due piani, connesso a due moduli laterale più piccoli, l'airlock e il modulo igiene. Il volume totale è di 148,6 m3, di cui: piano terra (56.0 m3), piano superiore (69.9 m3), airlock (8.6 m3) e modulo igiene (14.1 m3).

## Campaign 1
| Campaign 1 — 7 giorni | Campaign 1 — 7 giorni      | Campaign 1 — 7 giorni                                         |
| Missione              | Periodo                    | Equipaggio                                                    |
| --------------------- | -------------------------- | ------------------------------------------------------------- |
| Missione I (C1M1)     | 27 febbraio – 5 marzo 2014 | - Jared Daum - Natacha Chough - Jessica Vos - Victor Hurst IV |
| Missione II (C1M2)    | 24 – 30 aprile 2014        | - Juniper Jairala - Eryn Beisner - Pido - Gillman             |
| Missione III (C1M3)   | 19 – 25 giugno 2014        | - Meyers - William O'Hara - Schade - Warren                   |
| Missione IV (C1M4)    | 5 – 11 settembre 2014      | - Effenhauser - Bryan Caldwell - Alexandra Keenan - Ciupitu   |

## Campaign 2
| Campaign 2 — 14 giorni | Campaign 2 — 14 giorni       | Campaign 2 — 14 giorni                                            |
| Missione               | Periodo                      | Equipaggio                                                        |
| ---------------------- | ---------------------------- | ----------------------------------------------------------------- |
| Missione V (C2M1)      | 30 gennaio – 9 febbraio 2015 | - Craig Kutz - Ricky Jedrey - Michael Castro - Kristen John       |
| Missione VI (C2M2)     | 10 – 23 aprile 2015          | - Linda Roehrborn - Sheyna Gifford - Ethan Good - Andrzej Stewart |
| Missione VII (C2M3)    | 12 – 25 giugno 2015          | - Debra Hodges - Samson Phan - Samuel Wald - Anima Patil-Sabale   |
| Missione VIII (C2M4)   | 14 – 27 agosto 2015          | - Jackelynne Silva-Martinez - Rahul Goel - Rogers - Kavya Manyapu |

## Campaign 3
| Campaign 3 — 30 giorni | Campaign 3 — 30 giorni         | Campaign 3 — 30 giorni                                               |
| Missione               | Periodo                        | Equipaggio                                                           |
| ---------------------- | ------------------------------ | -------------------------------------------------------------------- |
| Missione IX (C3M1)     | 26 gennaio – 24 febbraio 2016  | - Michelle Courtney - Leah Honey - LaShelle Spencer - Julielynn Wong |
| Missione X (C3M2)      | 2 – 31 maggio 2016             | - Chris Matty - Ron Franco - Casey Stedman - Oscar Mathews           |
| Missione XI (C3M3)     | 13 luglio – 12 agosto 2016     | - Tess Caswell - Kyle Foster - Daniel Surber - Emmanuel Urquieta     |
| Missione XII (C3M4)    | 19 settembre – 19 ottobre 2016 | - Todd Huhn - Ulyana Horodyskyj - Mark Kerr - Jonna Ocampo           |

## Campaign 4
Durante la Campaign 4 la NASA ha aggiunto la privazione del sonno alle condizioni estreme subite dall'equipaggio; esso infatti ha lavorato per 19 ore al giorno e solo 5 ore di sonno, mentre nei weekend hanno avuto più tempo libero. Nonostante ciò, la dose di caffeina consentita è rimasta invariata e non era permesso all'equipaggio di dormire più di 8 ore, neanche nei fine settimana. Tra le attività svolte giornalmente dall'equipaggio ci sono stati test di prototipi hardware e nuovi tipi di cibi, creare attrezzature con una stampante 3D, mentre con la realtà virtuale pilotavano la navicella e un braccio robotico e svolgevano attività extraveicolari sulla superficie dell'asteroide per raccogliere campioni. L'obiettivo della missione era l'arrivo sull'asteroide Geographos, come nella maggior parte delle missioni HERA. Gli equipaggi sono arrivati a Houston 14 giorni prima dell'inizio della missione per l'addestramento dell'Hab e la raccolta dei dati su di loro mentre sono restati una settimana aggiuntiva alla conclusione della missione per riunioni e altre raccolte dei dati. Il 27 agosto 2017 la missione HERA XIV è stata interrotta anticipatamente per l'arrivo dell'uragano Harvey e perciò la NASA ha aggiunto una quinta missione alla Campaign 4, la Missione XVII.
| Campaign 4 — 45 giorni | Campaign 4 — 45 giorni                     | Campaign 4 — 45 giorni                                                  |
| Missione               | Periodo                                    | Equipaggio                                                              |
| ---------------------- | ------------------------------------------ | ----------------------------------------------------------------------- |
| Missione XIII (C4M1)   | 6 maggio – 18 giugno 2017                  | - Timothy Evans - John Kennard - Mark Settles - James Titus             |
| Missione XIV (C4M2)    | 5 – 27 agosto 2017 (Interrotta per Harvey) | - Shelley Cazares - Richard Addante - Paul Haguen - Reinhold Povilaitis |
| Missione XV (C4M3)     | 28 ottobre – 11 dicembre 2017              | - Daniel Heidenreich - Megan Kane - Karen Brun - Kerner                 |
| Missione XVI (C4M4)    | 3 febbraio – 19 marzo 2018                 | - Erin Hayward - Jennifer Yen - Gregory Sachs - Kent Kalogera           |
| Missione XVII (C4M5)   | 4 maggio – 18 giugno 2018                  | - William Daniels - Eleanor Morgan - Michael Pecaut - Chiemi Heil       |

## Campaign 5
| Campaign 5 — 45 giorni | Campaign 5 — 45 giorni        | Campaign 5 — 45 giorni                                                |
| Missione               | Periodo                       | Equipaggio                                                            |
| ---------------------- | ----------------------------- | --------------------------------------------------------------------- |
| Missione XVIII (C5M1)  | 15 febbraio – 1º aprile 2019  | - Dustin Wallace - Ian Porter - Rod Borgie - Sara Edwards             |
| Missione XIX (C5M2)    | 24 maggio – 8 luglio 2019     | - Christian Clark - Julie Mason - Ana Mosquera - Barret Schlegelmilch |
| Missione XX (C5M3)     | 16 agosto - 30 settembre 2019 | - Mounir Alafrangy - Ryan Paldanius - Amran Asadi - Robert Ferguson   |
| Missione XXI (C5M4)    | 24 gennaio - 9 marzo 2020     | - Brian Dykas - Carrie Harris - Daniel Monlux - Osama Alian           |

## Campaign 6
| Campaign 6 — 45 giorni | Campaign 6 — 45 giorni       | Campaign 6 — 45 giorni                                                   |
| Missione               | Periodo                      | Equipaggio                                                               |
| ---------------------- | ---------------------------- | ------------------------------------------------------------------------ |
| Missione XXII (C6M1)   | 1 ottobre – 15 novembre 2021 | - Lauren Conell - Monique Garcia - Madelyne Willis - Christopher Roberts |
| Missione XXIII (C6M2)  | 28 gennaio – 14 marzo 2022   | - Jared Broddrick - Pietro Di Tillio - Patrick Ridgley - Dragos Popescu  |
| Missione XXIV (C6M3)   | 27 maggio - 11 luglio 2022   | - Roberto Carlino - Jennifer Milczarski - Brad Hensley - Russ Klvacek    |
| Missione XXV (C6M4)    | 27 gennaio - 13 marzo 2023   | - Vanesa Gomez - Sandra Herrmann - Kimberly Knish - Katie Koube          |

## Campaign 7
| Campaign 7 — 45 giorni | Campaign 7 — 45 giorni        | Campaign 7 — 45 giorni                                                       |
| Missione               | Periodo                       | Equipaggio                                                                   |
| ---------------------- | ----------------------------- | ---------------------------------------------------------------------------- |
| Missione XXVI (C7M1)   | 26 gennaio – 11 marzo 2024    | - Abhishek Bhagat - Kamak Ebadi - Susan Hilbig - Carli Domenico              |
| Missione XXVII (C7M2)  | 10 maggio – 24 giugno 2024    | - Jason Lee - Stephanie Navarro - Shareef Al Romaithi - Piyumi Wijesekara    |
| Missione XXVIII (C7M3) | 9 agosto - 23 settembre 2024  | - Erin Anderson - Sergii Iakymov - Brandon Kent - Sarah Elizabeth McCandless |
| Missione XXIX (C7M4)   | 1 novembre - 16 dicembre 2024 | - Obaid Alsuwaidi - Kristen Magas - Tiffany Snyder - Robert Wilson           |